# فيكتور كافنديش (دوق ديفونشاير التاسع)

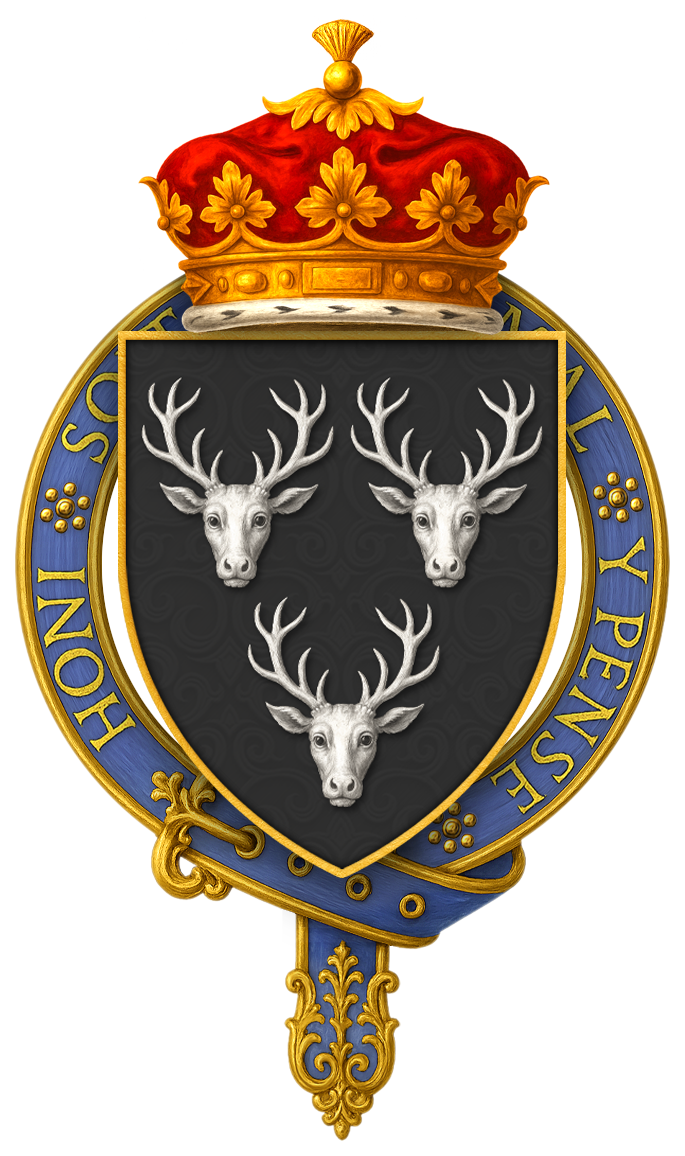
درع محاط برباط من الأسلحة لفيكتور كافنديش، دوق ديفونشاير التاسع، وسام رويال كينج، كما هو معروض على لوحة وسام الرباط في كنيسة القديس جورج.

دوق ديفونشاير التاسع فيكتور كريستيان ويليام كافنديش (31 أيار 1868 – 6 أيار 1938)، المعروف باسم فيكتور كافنديش حتى عام 1908، كان من النبلاء والسياسيين البريطانيين الذين شغلوا منصب الحاكم العام لكندا.
كان فيكتور كافنديش أحد أفراد عائلة كافنديش، وهو ابن اللورد إدوارد كافنديش وابن أخ سبنسر كافنديش، دوق ديفونشاير الثامن. تلقى تعليمه في كلية إيتون وجامعة كامبريدج. بعد وفاة والده في عام 1891، دخل عالم السياسة، وفاز بدائرة والده الانتخابية دون معارضة. وظل يشغل هذا المنصب حتى ورث دوقية عمه في عام 1908. وبعد ذلك، تولى منصبه في مجلس اللوردات، وفي الوقت نفسه، عمل لفترة من الوقت رئيسًا لبلدية إيستبورن وتشيسترفيلد. شغل مناصب حكومية مختلفة قبل وبعد صعوده إلى طبقة النبلاء. في عام 1916، عينه الملك جورج الخامس حاكمًا عامًا لكندا بناءً على توصية رئيس الوزراء صاحب السمو الملكي أسكويث، ليحل محل الأمير آرثر، دوق كونوت وستراثيرن، كنائب للملك . شغل هذا المنصب حتى خلفه اللورد باينج الفيمي في عام 1921. كان التعيين مثيرا للجدل في البداية، ولكن بحلول وقت عودته إلى إنجلترا، كان الدوق قد نال الثناء على الطريقة التي أدى بها واجباته الرسمية.
بعد توليه منصب الحاكم العام، عاد ديفونشاير إلى الحياة السياسية والدبلوماسية، فشغل منصب وزير الدولة لشؤون المستعمرات بين عامي 1922 و1924، قبل أن يتقاعد في منزله في ديربيشاير، حيث توفي في 6 مايو/أيار 1938. كان آخر دوق يتولى منصبًا وزاريًا على الإطلاق.

## طالع أيضًا
- نصب تذكاري لشركة بيل تيليفون[الإنجليزية]
- دوق ديفونشاير[الإنجليزية]

## روابط خارجية
- Hansard 1803–2005: contributions in Parliament by Victor Cavendish
- Website of the Governor General of Canada entry for Duke of Devonshire